# Азин, Владимир Мартинович
Владимир Мартинович (Михайлович) Азин (латыш. Voldemārs Āziņš; 26 сентября (8 октября) 1895 — 18 февраля 1920) — советский военный деятель, участник Гражданской войны в России, начдив.

## Биография

### Происхождение
Владимир Мартинович Азин родился 26 сентября (8 октября) 1895 в деревне Марьяново Полоцкого уезда Витебской губернии в крестьянской семье. По национальности — латыш, это подтвердил его боец, в будущем Маршал Советского Союза В. И. Чуйков (по версии советского историка Алтера Литвина — казак), (по свидетельству соратника Азина — краскома Ефима Федотовича Колчина — тот был «сыном помещика, понявшим интересы рабочих и крестьян»). По утверждению советского биографа Азина В. Ладухина, отец его, Мартин Андреевич, был портным.
С отличием окончил Полоцкое городское училище, работал счетоводом на мануфактурной фабрике в Риге у родного дядьки Роберта.
В конце 1916 года был мобилизован в армию. Служил в отдельном строительном батальоне. Участник Первой мировой войны, рядовой.

### Служба в Красной Армии
В январе 1918 года назначен командиром латышского коммунистического отряда. Весной 1918 года с отрядом красногвардейцев-латышей прибыл в Вятку на подавление антисоветских мятежей. Вятский губком партии и губвоенкомат поручили ему сформировать коммунистическую роту — первую в Вятке советскую военную часть. Здесь проявились организаторские и командные способности Азина. К июлю рота насчитывала более полутора тысяч человек и была развёрнута в батальон, ядром которого стали латвийские коммунисты 19-го Уральского полка, командиром батальона был назначен Азин. 7 июля 1918 года в Вятке он вступил в РКП(б).
В первых числах августа полк прибыл в Вятские Поляны и вошёл в состав 2-й армии Восточного фронта. В составе 2-й армии 19-й Уральский полк вёл бои на Казанском направлении. После первых боёв Азин был назначен командиром Арской группы, которая во взаимодействии с частями 5-й армии 10 сентября взяла Казань. 17 сентября 1918 года приказом Реввоенсовета Республики Арская группа была переформирована во 2-ю сводную дивизию, которая вела бои с восстанием против Советской власти в Прикамье (там был пленён служивший у белых офицер Л. А. Говоров, ставший впоследствии маршалом Советского Союза). В. Н. Ладухин, который служил в штабе 2-й армии, характеризовал Азина так: «Он был истинным дирижером каждого боя, тонко чувствовавшим его ритм, движения и тенденции развития. Каждый новый день раскрывал всё новые потенциальные возможности Азина как талантливого военачальника, достойно руководить десятками тысяч вооруженных людей». В боях за Ижевск Азин проявил личную храбрость: в ответственный момент боя лично повёл красноармейцев в бой. За этот бой и за взятие Ижевска он первым из красных комдивов был удостоен ордена Красного Знамени.
В конце ноября 1918 года дивизии В. М. Азина был присвоен 28-й порядковый номер, и она вошла в состав 2-й армии. Командующий 2-й армией В. И. Шорин высоко ценил Азина: «Изумительно энергичный, неутомимый, исполнительный, под его началом дивизия совершила много славных дел».
В начале 1919 года дивизия (получившая неофициальное и широко известное название «железной») Азина воевала на Восточном фронте против войск А. В. Колчака. 4 января 1919 года азинцы разбили воткинскую дивизию белых, а 5 января захватили крупную железнодорожную станцию Щучье Озеро. Наступление проходило в исключительно тяжёлой обстановке. Стояли жгучие морозы, температура доходила до −40 градусов. Метель заметала дороги, но войска упорно продвигались вперед. Они сломили сопротивление белогвардейцев на направлении Чернушка—Сарапул, а затем перешли в наступление на главные города Среднего Урала. Ожесточенные бои шли в районе посёлка Куеда и Кунгура. Против измотанных красных частей белогвардейцы бросили свежие полки. Но, несмотря на превосходство врага, азинцы стойко сопротивлялись. Положение дивизии ухудшилось из-за отхода 3-й армии за Каму. Азину было приказано любой ценой удержать занятые позиции. Напряженные, непрерывные бои истощили дивизию. Не хватало боеприпасов, оружия, продовольствия. Бойцы устали до предела, росли списки убитых. Азин вместе с комиссаром дивизии Г. Н. Пылаевым сутками не слезали с коней, объезжая полки, беседовали с красноармейцами, вселяя уверенность в победе и преодолении трудностей. Так, узнав, что 3 февраля в разгар боёв 1-я бригада оставила Уинский завод, чем ещё более ухудшило положение дивизии, Азин срочно прибыл в бригаду. Перед строем уставших, растерянных и замёрзших бойцов Азин горячо и взволнованно говорил: — Ленин и партия поднимают всю страну на разгром Колчака. Они надеются на нас, мы пойдем вперед и впишем новые героические страницы в историю Железной дивизии. Я знаю, вы очень устали. Но я верю, что вы смоете свой позор завтра в бою. Полки выполнили приказ начдива и 5 февраля разбили отборные офицерские части.
В марте 1919 года колчаковцы перешли в наступление, захватили сначала Оханск, затем Осу. Они стремились окружить 2-ю армию, но план разгрома провалился благодаря стойкости 28-й дивизии и воинскому мастерству её начдива. Дивизия отступала от Кунгура к Каме и Вятке с боями, изматывая силы врага.
В мае 1919 года РККА перешла в наступление. Главный удар нанесла 28-я дивизия В. М. Азина. В ходе наступления дивизия взяла города Сарапул, Агрыз и Елабуга. 8 мая 1919 года М. И. Калинин писал командующему фронтом В. И. Шорину: «От имени Центрального Комитета рабочих, крестьянских, красноармейских и казачьих депутатов прошу Вас, товарищ, передать сердечное приветствие и глубокую благодарность доблестной 28-й дивизии, стойко и мужественно защищавшей Советскую Россию». 15 июля 1919 года 28-я дивизия совместно с 21-й дивизией Г. И. Овчинникова овладела Екатеринбургом. Вскоре, в начале августа 1919 года, 2-ю армию перебросили на юг для борьбы с Деникиным. 28-я дивизия вошла в состав 10-й армии и вела бои на Царицынском направлении. Азин был в этих боях ранен в руку, но в госпитале не долечился и вернулся в дивизию.
В феврале 1920 года 28-я дивизия форсировала реку Маныч. 17 февраля В. М. Азин с комиссаром дивизии Стельмахом и группой разведчиков выехал верхом на передовые позиции для определения обстановки (рекогносцировку). Во время осмотра местности они столкнулись с группой белоказаков. Уходя от погони, Азин отстреливался из револьвера, но при прыжке через небольшой овражек у коня лопнула подпруга, Азин упал и был взят в плен. В специальном приказе РВС 10-й армии говорилось: «Герой Азин с первого дня Революции боролся в первых рядах Рабоче-крестьянской Красной армии, он во главе доблестной 28-й дивизии дрался и разбил чехословаков на востоке, Колчака в Сибири и деникинские банды на нашем фронте. Он награждён за свою храбрость и преданность делу Революции орденом Красного Знамени». Этот приказ был зачитан в частях дивизии. Бойцы дали клятву отомстить за гибель любимого начдива.

### Обстоятельства смерти
Командование РККА предлагало обмен комдива на нескольких пленных генералов. Командарм 10-й армии А. В. Павлов передал по радио предупреждение: «Если с Азиным что-либо случится, будут применены соответствующие репрессии к первым имеющимся у него в плену десяти офицерам в чине от полковника и выше». Ему предлагали чин генерала Добровольческой армии. Он отказался, как отказался и подписать воззвание к Красной Армии. Однако после его пленения над частями Красной армии на Дону и Кубани разбрасывались с аэропланов отпечатанные экземпляры якобы написанного им обращения к красноармейцам с призывом прекратить Гражданскую войну и заключить мир с казаками (содержание этого обращения излагается в книге Г. Н. Раковского «В стане белых»).
Время, место и обстоятельства гибели В. М. Азина достоверно не установлены. По официальной версии — начдив Азин подвергся пыткам, был казнён (по одной версии, был привязан к двум коням и разорван, по другой — был привязан к двум согнутым деревьям и затем разорван, по третьей — повешен, по четвёртой — расстрелян) и похоронен на местном кладбище в станице Тихорецкой (ныне Фастовецкой). Все это изложено А. Алдан-Семёновым в его романе «Красные и белые» (1973), который является фактически беллетризованной биографией Азина, над сбором материалов для которой писатель работал с 1965 года.
Согласно воспоминаниям генерала Голубинцева, Азин в плену, воспользовавшись расположением командира Донской армии генерала Сидорина, сделал попытку бежать, но «был застрелен где-то между вагонами казаками охраны штаба».

## Награды

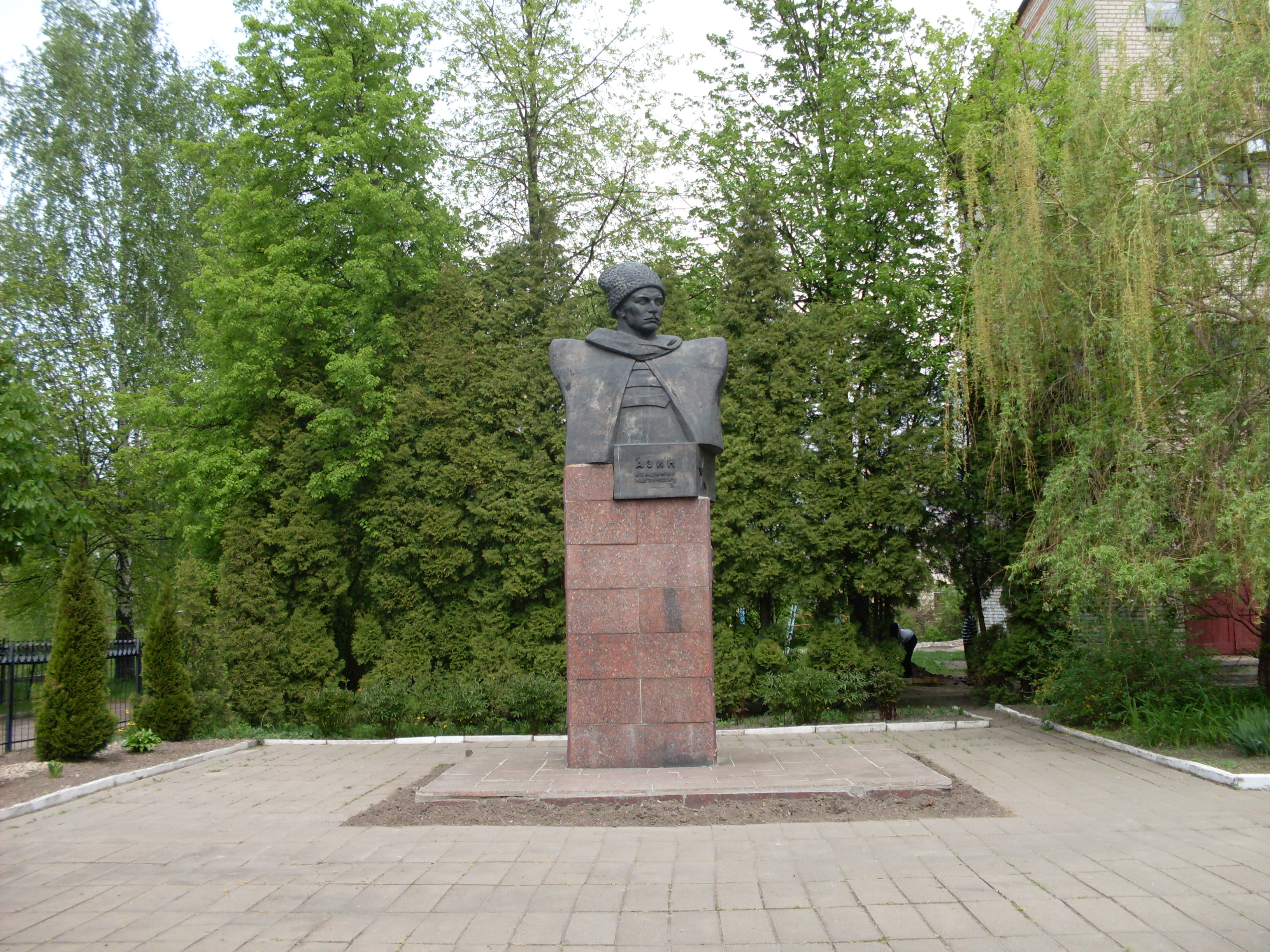
Бюст В. М. Азина в Полоцке (1979; скульптор С. Вакар, архитектор Ю. Казаков)

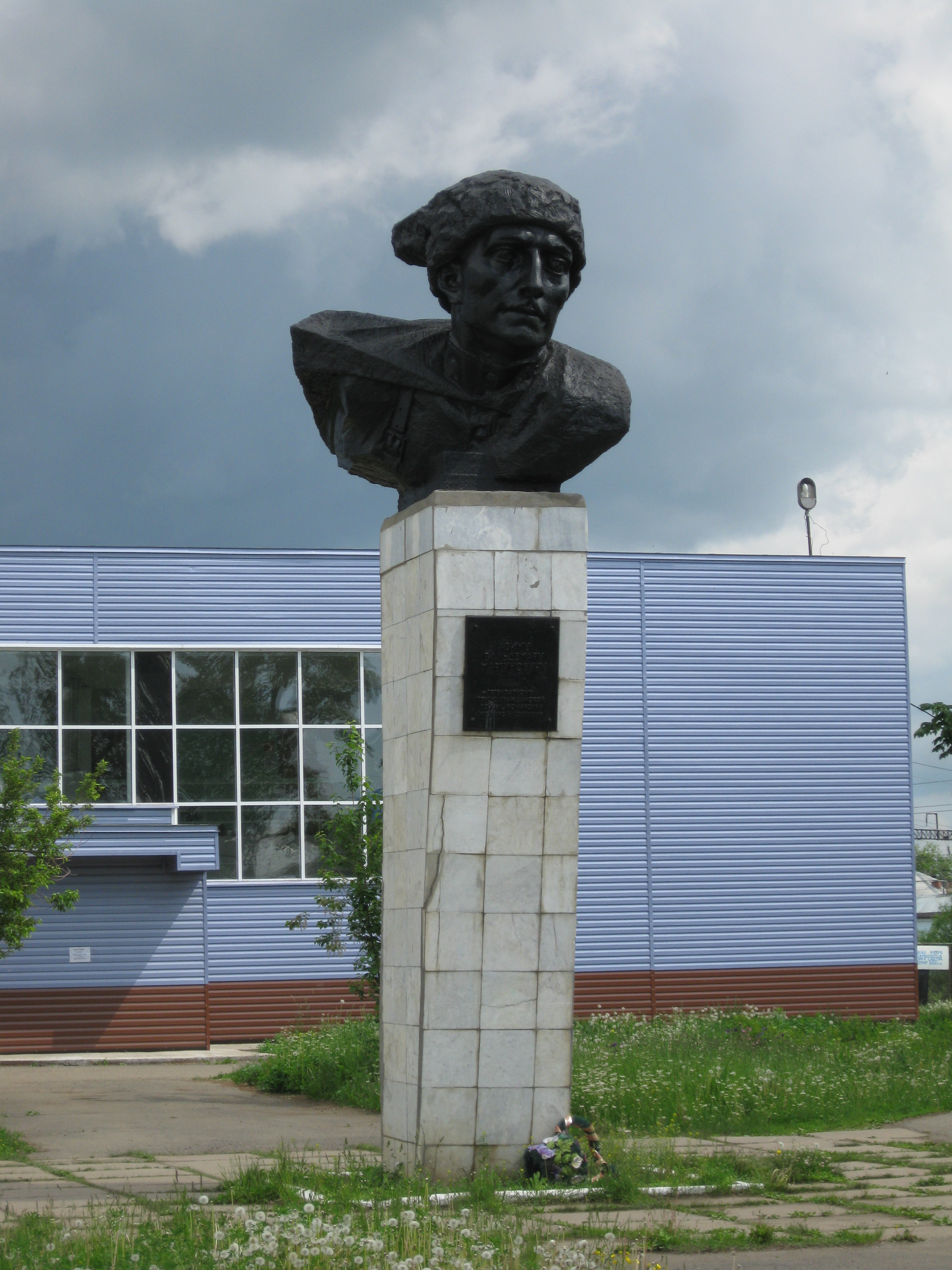
Бюст В. М. Азина в Чернушке, открыт 22 сентября 1979 года, автор Ю. П. Клещевников

- Орден Красного Знамени (Приказ РВСР № 12: 10 марта 1919 г.)

## Память

### Топонимика
- 28-я стрелковая дивизия РККА стала именной — имени В. М. Азина.
- В 1924 году в его честь был назван пароход «Память Азина» Волжского пароходства.
- В его честь названы улицы в Витебске, Воткинске, Екатеринбурге, Кирове, Красноуфимске, Мамадыше, Цимлянске, Чайковском, Сарапуле, Саратове, Янауле, Вятских Полянах.
- В Полоцке переименована улица имени Азина (по инициативе С. А. Клокова).
- В Полоцке средняя школа № 10 носит имя Азина[10], в ней создан школьный музей В. Азина. На здании установлена мемориальная доска.
- В Казани в его честь названа улица. Также один из «спальных районов» районов города называется Азино — по наименованию бывшего села (затем — городского посёлка), который с 1930-х до начала 2000-х годов носил название Азино.
- В Ижевске в честь В. М. Азина названа одна из самых больших улиц Ленинского района города (решением исполкома горсовета 17 июня 1920 года, бывшая Казанская улица существовала на 1 января 1918 года).
- В Елабуге в честь В. М. Азина названа улица.
- В городе Чернушке в честь В. М. Азина назван посёлок сельского типа, который входит в Чернушинское городское поселение. Указом Президиума Верховного Совета РФ от 11.05.1993 г. посёлок «Усадьба 105-го конезавода» переименован в посёлок «Азинский»[11].
- В селе Шемордан Сабинского района Татарстана есть улица, названная в честь В. М. Азина.
- В Полоцком районе Витебской области Белоруссии в 1975 году посёлок Белое переименован в Азино — после серии исторических расследований директора Полоцкой средней школы № 8 историка С. А. Клокова[12].

### Скульптура, памятник
- В Полоцке установлен бюст В. М. Азина.
- В Сарапуле на улице Азина находится памятник В. М. Азину.
- В посёлке Песковка, недалеко от школы № 4, находится памятник «Героям азинцам».
- В Елабуге в честь В. М. Азина установлен памятный знак на здании военкомата.

### Иное
- Музей В. М. Азина в д. Азино Полоцкого района Витебской области.